# MBS千里丘フェスティバル・ファイナル
MBS千里丘フェスティバル・ファイナル(-せんりおか-)は、2007年に毎日放送で放送された企画。

## 概要
- 1961年から46年にわたり使用された、毎日放送千里丘放送センターの廃止が決まり、そのさよなら企画として放送されたもの。
- 番組は、千里丘放送センターで録音されたり、一部は公開録音が行われた。
- テレビスタジオも多くあり、過去にはテレビ情報番組(すてきな出逢い いい朝8時など)の生放送なども行われていたが、今回の特別番組は、全てラジオで放送された。

## 放送された番組

### お宝ハンター菊水丸　さよなら千里探検隊
- 放送

2007年4月16日（15日深夜）2時30分から4時30分
- 内容

珍品収集を日ごろから行っている河内家菊水丸が、センター内の倉庫を巡り、色々なお宝を探す。

### 歌え！MBSヤングタウン
- 録音

2007年5月27日午後（公開録音）
- 放送

6月3日11時00から13時00分
- 内容

1967年にスタートした、「歌え！MBSヤングタウン（MBSヤングタウンの前身)」が復活。
- 司会

桂三枝（現・六代目桂文枝）･斎藤努(元MBSアナウンサー)
- 主な出演

ダボーズ
チャリオット・シンガーズ
堀内孝雄
田中ユミ(元シモンズ)

### 馬場章夫のMBS千里丘探検隊
- 放送

2007年6月3日3時00分から4時30分
- 内容

MBS創業10周年記念事業として10億円(当時)をかけ進められたのが、総合社屋（千里丘放送センター）建設事業。現在、センターには、ラジオにとっても音の原点ともいわれる、さまざまな物が残っている。今回は、センターに残る素材などを取り上げながら、氏の『しゃべるカメラ』を通してラジオの世界を再発見する。
- 出演

馬場章夫・鳥居睦子

### ミュージシャンパーソナリティ・トークセッション
- 録音

2007年6月3日午後(公開録音)
- 放送

7月7日13時00分から15時00分
- 内容

MBSラジオのパーソナリティとして活躍したミュージシャン達が、トークと一日限りのスペシャルライブを実施。
- 出演

谷村新司
ばんばひろふみ
根本要（スターダストレビュー）
嘉門達夫
押尾コータロー
松井愛(MBSアナウンサー)進行役

### 千里のヒットスタジオ
- 放送

7月9日20時20分から21時20分（拡大版･ナニワ音楽ショウ内で放送）
- 出演

大西ユカリ
加山雄三
杉田二郎
月亭可朝
笑福亭鉄瓶

### さてはトコトン菊水丸・あぁ千里丘スペッシャル
- 放送

7月16日10時30分から12時30分
- 内容

さよなら千里探検隊第二弾など
- 出演

河内家菊水丸
和泉夏子
石田雄一
小池清
佐々木美絵

### さよなら千里丘スペシャル
一連の企画の集大成として放送。
- 放送

7月16日12時30分から17時19分
- 出演

柏木宏之（MBSアナウンサー）
関岡香（MBSアナウンサー）
- スペシャルゲスト

原田伸郎
- コーナー出演

花と緑の愛の千里丘からありがとう
浜村淳
桜井一枝
汀夏子
鈴木美智子
清水良子
僕と7スタ
角淳一
懐かしの6スタ
近藤光史
豊島美雪
千里丘放送センターの想い出に乾杯
野村啓司